# Quits
Quits é um filme de curta-metragem norte-americano de 1915, do gênero faroeste em preto e branco, dirigido por Joseph De Grasse.